# Kanal (GPS)
En kanal inom GPS-tekniken är en förbindelse över vilken data överförs. 
Kanalens avgränsning mot avgränsande utrustning varierar beroende på aktuell tillämpning. I vissa fall avses bara den fysiska förbindelseleden för signaler (fysisk kanal). I andra fall inkluderas utrustning för modulering och demodulering i kanalen (virtuell kanal).
I samband med GPS-mottagare avses ofta ett system bestående av digital maskinvara och programvara som används vid mottagning av signaler på en frekvens (mottagarkanal).